# تی‌زد بره
تی‌زد بره یک ستاره است که در صورت فلکی بره قرار دارد.